# Вуково
Вуково (болг. Вуково) — село в Болгарии. Находится в Кюстендилской области, входит в общину Бобошево. Население составляет 74 человека.

## Политическая ситуация
Вуково подчиняется непосредственно общине и не имеет своего кмета.
Кмет (мэр) общины Бобошево — Милчо Георгиев Орозов (Болгарская социал-демократия (БСД)) по результатам выборов.

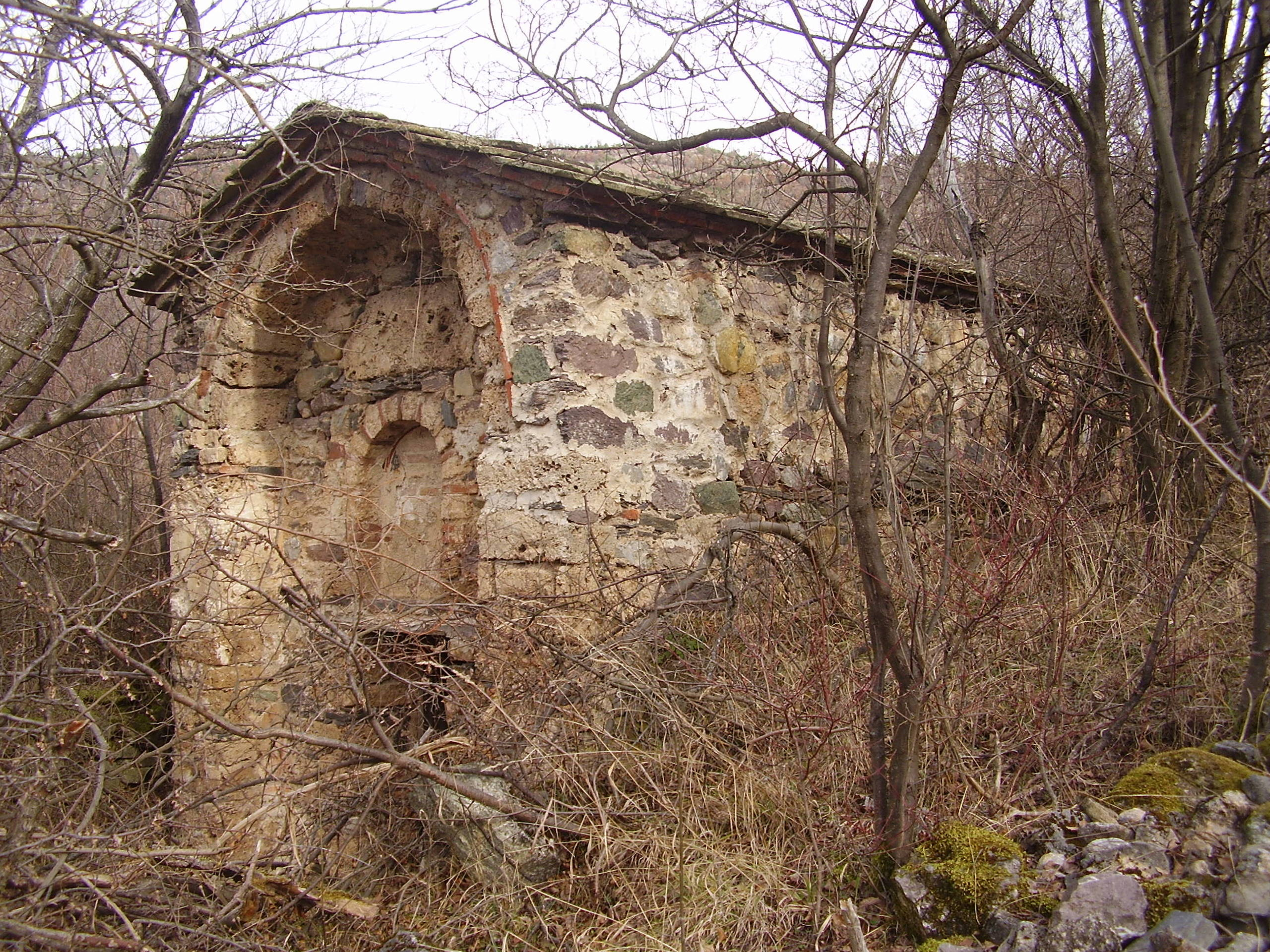
Церковь Святителя Николая Чудотворца, XVI в

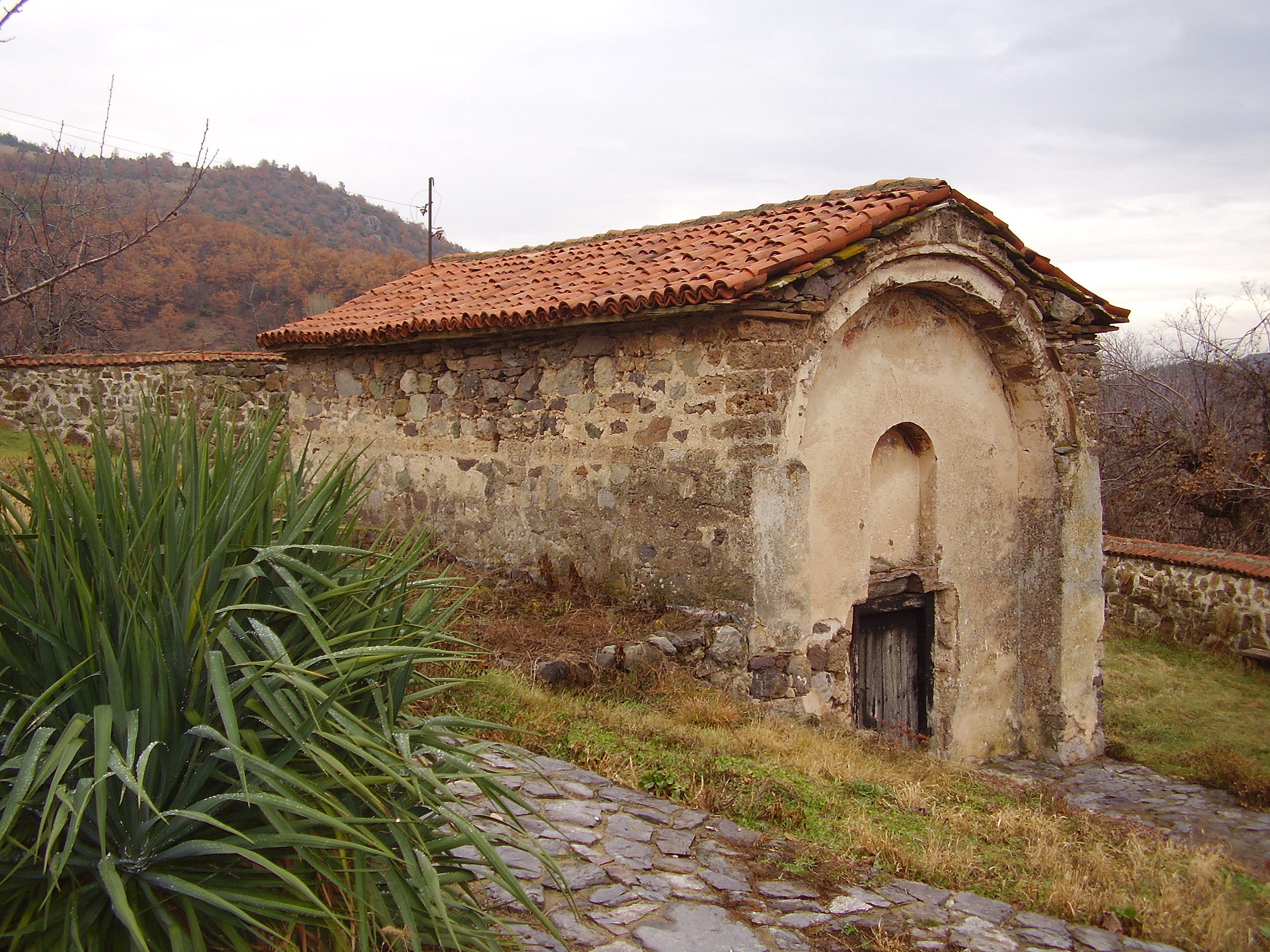
Церковь Святой Параскевы Сербской, XVI в